# Artur Dubravčić
Artur Dubravčić (Vrbovsko, 15. rujna 1894. – Zagreb, 14. ožujka 1969.), bio je hrvatski nogometaš, nogometni reprezentativac, nogometni sudac i športski novinar.

## Igračka karijera

### Klupska karijera
Kao srednjoškolac sa skupinom je ljudi osnovao u Karlovcu Olimpiju za koju je igrao. Tijekom prvog svjetskog rata preselio se u Zagreb i pridružio Concordiji gdje je proveo veći dio svoje profesionalne karijere.

### Reprezentativna karijera
Za reprezentaciju odigrao je devet utakmica i postigao jedan pogodak.
Bio je povijesnim prvim kapetanom nogometne reprezentacije Jugoslavije u njenoj prvoj utakmici, porazu od 0:7 protiv Čehoslovačke 28. kolovoza 1920. godine na OI 1920. Dubravčić je bio još po nečemu osobit: igrač je koji je prvi postigao pogodak za Jugoslaviju, na utakmici protiv Egipta, 2. rujna 1920. U svih devet utakmica koje je odigrao bio je kapetanom jugoslavenske reprezentacije. 
Sudjelovao je na OI 1920. godine u Antwerpenu, a od hrvatskih nogometaša s njim su igrali za reprezentaciju Jugoslavije Dragutin Vrđuka, Vjekoslav Župančić, Jaroslav Šifer, Rudolf Rupec, Dragutin Vragović, Slavin Cindrić, Emil Perška i Josip Scholz. 
Bio je među pozvanima na OI 1924. u Parizu, ali nije igrao nijednu utakmicu, a od hrvatskih nogometaša s njim su bili u izabranom sastavu Dragutin Babić, Slavin Cindrić, Stjepan Bocak, Dragutin Friedrich, Andrija Kujundžić, Antun Pavleković, Alfons Pažur, Adolf Percl, Dragutin Vragović, Dragutin Vrđuka, Branko Zinaja, Emil Perška, Eugen Dasović, Emil Plazzeriano, Janko Rodin, Marijan Marjanović, Rudolf Rupec, Stjepan Vrbančić i Vladimir Vinek.

## Poslije igračke karijere
Nakon što je prestao aktivno igrati, bio je nogometni sudac, nogometni dužnosnik i športsko novinarstvo. Pisao je za Sportske novosti i bio je dopisnikom Politike. 
Umro je iznenada 1969., nekoliko dana prije nego što je trebao primiti nagradu za životno djelo, a povodom 50. obljetnice Nogometnog saveza Jugoslavije.